# Бюттенгардт
Бюттенгардт (нім. Büttenhardt) — громада  в Швейцарії в кантоні Шаффгаузен, округ Раят.

## Географія
Громада розташована на відстані близько 130 км на північний схід від Берна, 7 км на північ від Шаффгаузена.
Бюттенгардт має площу 4 км², з яких на 4,7% дозволяється будівництво (житлове та будівництво доріг), 49,1% використовуються в сільськогосподарських цілях, 46,1% зайнято лісами, 0% не є продуктивними (річки, льодовики або гори).

## Демографія
2019 року в громаді мешкало 423 особи (+18,8% порівняно з 2010 роком), іноземців було 11,1%. Густота населення становила 106 осіб/км².
За віковим діапазоном населення розподілялося таким чином: 21,5% — особи молодші 20 років, 57,2% — особи у віці 20—64 років, 21,3% — особи у віці 65 років та старші. Було 171 помешкань (у середньому 2,5 особи в помешканні).
Із загальної кількості 75 працюючих 27 було зайнятих в первинному секторі, 22 — в обробній промисловості, 26 — в галузі послуг.